# Yale-universiteit
De Yale-universiteit (Yale University) is een van de hoogst aangeschreven particuliere universiteiten van de Verenigde Staten.

## Geschiedenis
De universiteit werd in 1701 in Killingworth gesticht als de Collegiate School. De oprichter was Abraham Pierson, tevens de eerste rector. In 1716 werd de school verplaatst naar New Haven en, met de genereuze giften van Elihu Yale, kreeg de school in 1718 de naam Yale College.
In de loop der tijd breidde de school uit en meerdere studies werden toegevoegd. In 1887 werd de benaming Yale College veranderd in Yale University en de instelling bleef door de jaren heen academische opleidingen toevoegen. Yale omvat een College, een Graduate School of Arts and Sciences en tien zogenaamde Professional Schools. De universiteit heeft meer dan 11.000 studenten.
De Yale Law School is de hoogst gerangschikte rechtenfaculteit in de Verenigde Staten.
Yale is een van de acht universiteiten van de befaamde Ivy League, waartoe ook Harvard behoort.
Yale is ook bekend vanwege het genootschap Skull and Bones.

## Afbeeldingen

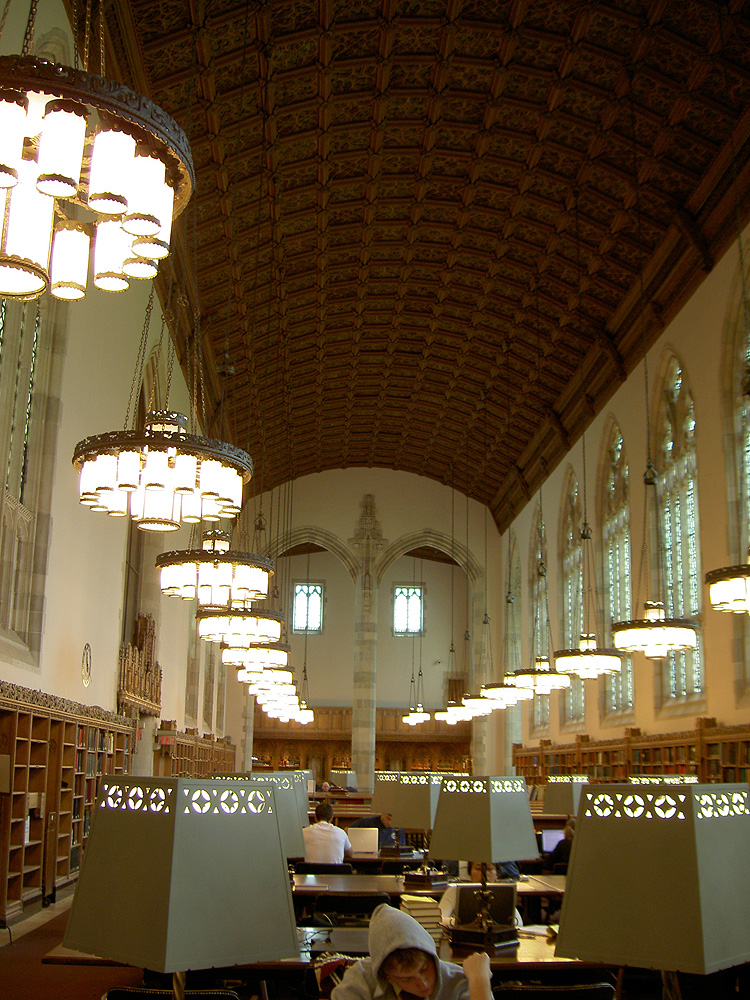
Starr Reading Room in de Sterling Memorial Library (2005)
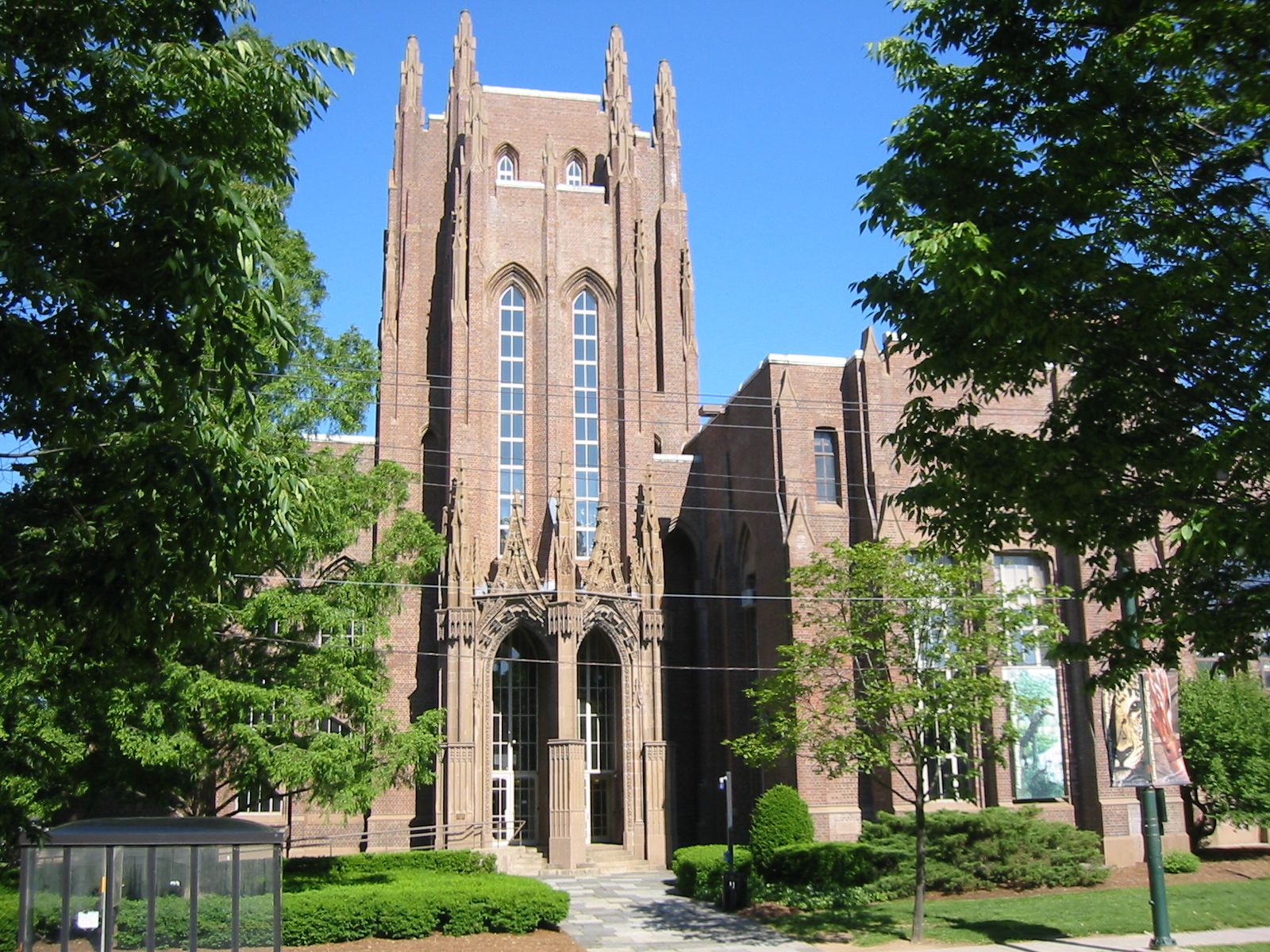
Peabody Museum (2006)
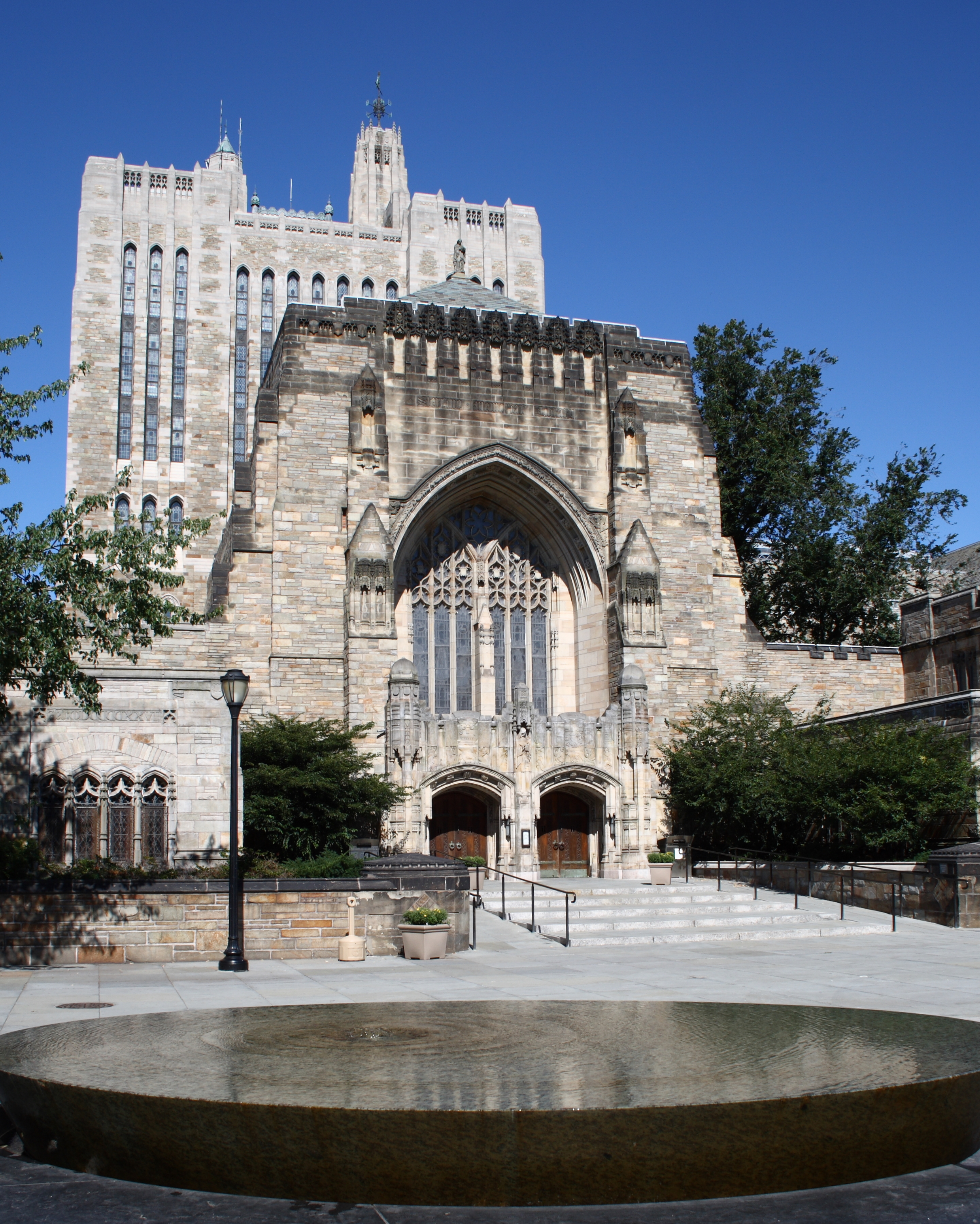
Sterling Memorial Library (2008)

## Bekende alumni en medewerkers
- Samuel Alito (1950), rechter
- Michael Balick (1952), etnobotanicus
- Jennifer Beals (1963), actrice
- Brian Boom (1954), botanicus
- Paul Bremer (1941), diplomaat
- George H.W. Bush (1924–2018), oud-president van de Verenigde Staten
- George W. Bush (1946), oud-president van de Verenigde Staten
- Karl Carstens (1914–1992), bondspresident van West-Duitsland
- Dick Cheney (1941), vicepresident van George W. Bush
- Tansu Çiller (1946), eerste vrouwelijke minister-president van Turkije
- Bill Clinton (1946), oud-president van de Verenigde Staten
- Hillary Clinton (1947), oud-minister van Buitenlandse Zaken van de VS en presidentskandidaat in 2016
- Peter Crane (1954), botanicus
- Howard Dean (1948), politicus
- Louis Dupré (1925–2022), Belgisch filosoof
- Joseph Finder (1958), Amerikaans schrijver
- Gerald Ford (1913–2006), oud-president van de Verenigde Staten
- Jodie Foster (1962), actrice, regisseur en producent
- Kristrún Frostadóttir (1988), IJslandse politica, premier van IJsland en econome
- Philip Gingerich (1946), paleontoloog
- Armenag Haigazian (1870–1921), theoloog en pedagoog
- Bell Hooks (1952–2021), schrijfster, professor, feministe en sociaal activiste
- Charles Ives (1874–1954), componist
- Titus Kaphar (1976), kunstenaar
- Brett Kavanaugh (1965), rechter
- John Kerry (1943), politicus
- Joe Lieberman (1942-2024), politicus
- David McCullough (1933–2022), Amerikaans auteur en historicus
- Scott Mori (1941–2020), botanicus
- Peter Mutharika (1940), president van Malawi
- Catherine Murphy (1946), kunstenares
- Henri Nouwen (1932–1996), katholieke priester
- Cole Porter (1891–1946), componist
- Ghillean Prance (1937), botanicus
- Jim Rogers (1942), Amerikaans econoom en schrijver
- Jovito Salonga (1920–2016), Filipijns politicus
- David Stebenne, Amerikaans auteur en associate professor geschiedenis en rechten
- William Howard Taft (1857–1930), oud-president van de Verenigde Staten
- Clarence Thomas (1948), rechter
- James David Vance (1984), vicepresident van de Verenigde Staten
- Usha Vance (1986), juriste en second lady van de Verenigde Staten
- Allison Williams (1988), actrice, cabaretière en zangeres
- Maria Wonenburger (1927–2014), wiskundige
- Bob Woodward (1943), journalist
- Fareed Zakaria (1964), Indiaas-Amerikaans journalist en schrijver

## Wetenswaardigheden
- In 2017 werd bekend dat Yale de naam van het Calhoun-college (vernoemd naar de Amerikaanse vice-president John Calhoun) ging wijzigen en dat computerprogrammeur Grace Hopper de nieuwe naamgever werd. Calhoun stond als vice-president en minister positief tegenover de slavernij. In de bekendmaking van de naamswijziging (na langdurige protesten van studenten) verklaarde Peter Salovey, de voorzitter van het college van bestuur van de universiteit, dat die principes niet meer strookten met de inzichten van de universiteit.[1]